# Limnaecia callimitris
Limnaecia callimitris là một loài bướm đêm thuộc họ Cosmopterigidae. Nó được tìm thấy ở Úc.